# Koncentrační tábor Gross-Rosen
Koncentrační tábor Gross-Rosen (německy: Konzentrationslager Groß-Rosen) byl nacistický koncentrační tábor, nacházející se v Dolním Slezsku, zhruba 60 kilometrů jihozápadně od Vratislavi.

## Tábor
Gross-Rosen byl založen v létě roku 1940 jako pobočný tábor koncentračního tábora Sachsenhausen a samostatným se stal 1. května 1941. Z počátku pracovali vězni v tomto táboře ve velkém kamenolomu vlastněném SS-Deutsche Erd- und Steinwerke GmbH. S postupným rozrůstáním táborového komplexu byli mnozí vězni přeloženi na práci při výstavbě zařízení pobočných táborů zdejšího tábora.

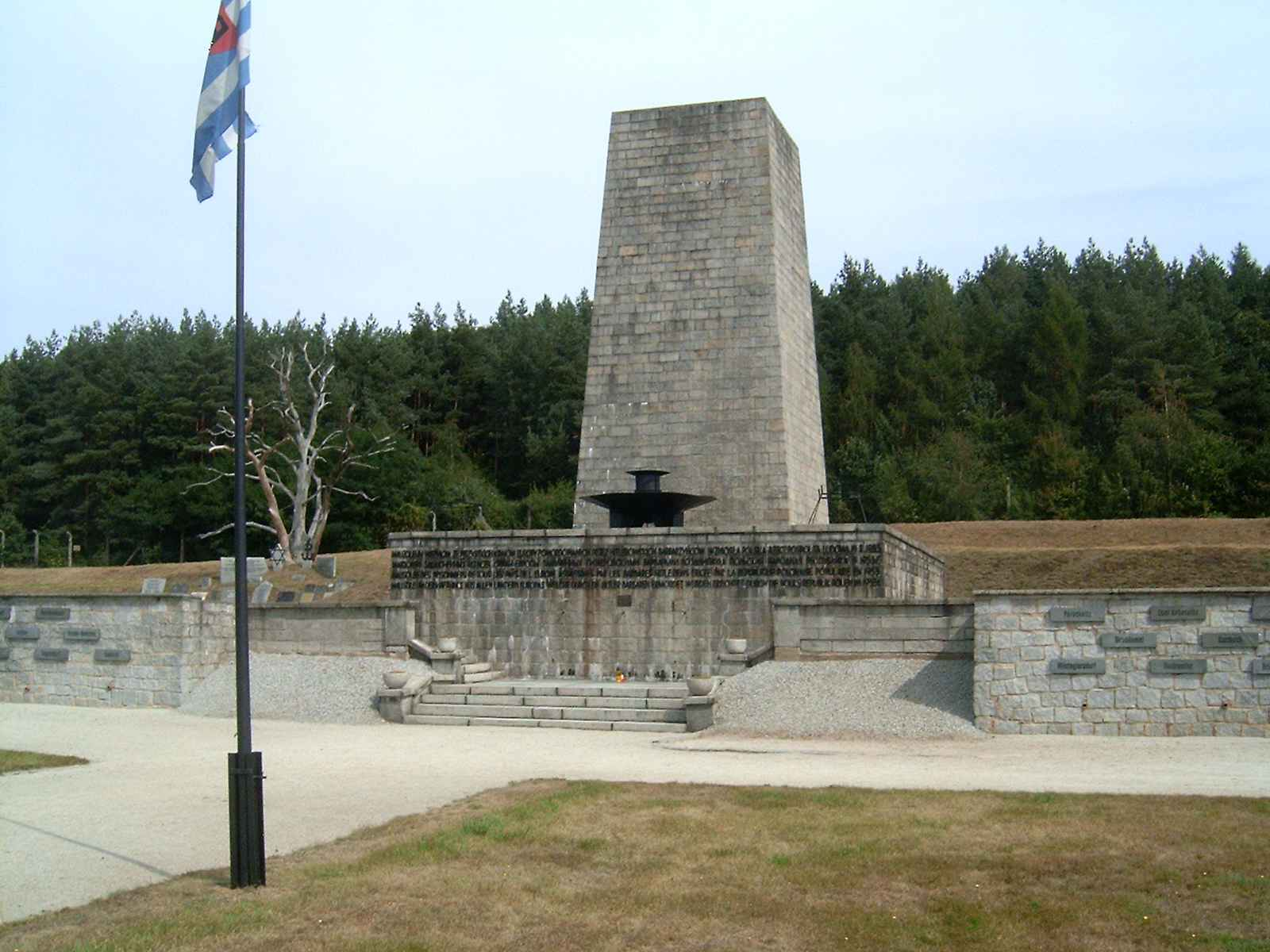
Památník v Gross-Rosen

V říjnu 1941 přivezla do tábora SS na 3 000 sovětských válečných zajatců k popravě zastřelením.
Gross-Rosen byl znám pro brutální zacházení s NN (Nacht und Nebel) vězni, zvláště pak v kamenolomu. Brutální zacházení s politickými a židovskými vězni neměli na svědomí pouze SS a kriminální vězni, ale v menší míře i němečtí civilisté pracující v kamenolomu. V roce 1942 byla průměrná doba přežití politického vězně v táboře méně než dva měsíce.
Vzhledem ke změně politiky v srpnu 1942 měli vězni přežít delší dobu, neboť byli potřební jako nuceně nasazení dělníci v německém průmyslu. Proto byli vězni, kteří nebyli schopni pracovat, a kteří neměli během několika dní zemřít, posláni do koncentračního tábora Dachau v takzvaných invalidních transportech. Jeden z těchto vězňů, Willem Lodewijk Harthoorn, byl vězněm od konce dubna do polovina srpna 1942, popsal své zážitky slovy Verboden te sterven (což je v nizozemštině „Zakázáno zemřít“). Většinu vězňů tábora však tvořili Židé, kteří přicházeli zprvu z Dachau a Sachsenhausenu, později z koncentračního tábora v Buchenwaldu. Židé v Gross-Rosen pocházeli především z Polska a Maďarska, jiní byli z Belgie, Francie, Nizozemska, Řecka, Jugoslávie, Slovenska a Itálie.
Na vrcholu své činnosti v roce 1944 měl komplex Gross-Rosen více než 60 pobočných táborů ve východním Německu a okupovaném Polsku. Na odstoupeném českém území byl jeden z táborů např. v Poříčí u Trutnova. Ve své závěrečné fázi tvořili vězni z Gross-Rosen na 11 % všech vězňů nacistických koncentračních táborů v oné době. Během existence táborového komplexu jím prošlo na 125 tisíc vězňů různých národností, z nichž se odhaduje, že 40 tisíc zemřelo na místě a v evakuačních transportech. Tábor byl osvobozen 14. února 1945 Rudou armádou.
V komplexu Gross-Rosen bylo vyškoleno a působilo zde na 500 ženských táborových dozorkyň. Příslušnice SS působily v ženských pobočných táborech Bruennlitz, Graeben, Gruenberg, Gruschwitz Neusalz, Hundsfeld, Kratzau II, Oberaltstadt, Reichenbach a Schlesiersee Schanzenbau.
Jedním z pobočných táborů Gross-Rosen na území protektorátu Čechy a Morava byl Brněnec, což bylo místo, kam Oskar Schindler přesunul Židy, které zachránil (tzv. Schindlerova továrna).

### Velitelé tábora

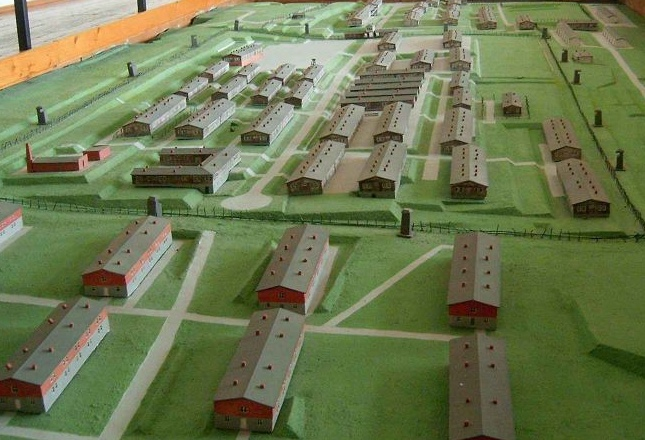
Model tábora

V době, kdy byl Gross-Rosen pobočným táborem koncentračního tábora Sachsenhausen, jej řídili následující důstojníci SS:
Lagerführer
- SS-Untersturmführer – Anton Thumann
- SS-Untersturmführer – Georg Gussregen

V době, kdy byl Gross-Rosen samostatným koncentračním táborem, tedy od května 1941, jej řídili následující velitelé:
- SS-Obersturmbannführer – Arthur Rodl, květen 1941–září 1942
- SS-Hauptsturmführer – Wilhelm Gideon, září 1942–říjen 1943
- SS-Sturmbannführer – Johannes Hassenbroek, říjen 1943–do evakuace